# Clifton Hill House
Clifton Hill House est une villa palladienne classée, à Clifton, dans la banlieue de Bristol, en Angleterre. C'est la première résidence pour femmes du sud-ouest de l'Angleterre en 1909 grâce aux efforts de May Staveley. Elle est toujours utilisée comme résidence universitaire par l'université de Bristol.

## Histoire
La maison est construite entre 1746 et 1750 pour le marchand et philanthrope Paul Fisher, par l'architecte Isaac Ware, traducteur des œuvres de Palladio. Thomas Paty, futur architecte de la ville, travaille comme maçon pendant sa construction. La maison se dresse sur une pente raide, de sorte que si seulement trois étages font face à la rue, la façade du jardin à cinq travées est haute de quatre étages avec des ailes basses (toutes deux élevées d'un étage à deux au XIXe siècle) et une double volée de marches jusqu'au jardin. Un abri anti-aérien de la Seconde Guerre mondiale accessible sous les marches qui est visible depuis la façade sud. Avant 1850, le fond du jardin est vendu et intégré à la terrasse Bellevue.
Des plâtres rococo originaux, de Joseph Thomas, subsistent dans un certain nombre de pièces intérieures . La salle de musique Symonds, qui jouxte la salle de dessin, est construite dans les années 1850 et s'étend au-delà de la pointe gauche de la façade sud. La maison offre une vue sur l'Avon, la ville de Bristol et les collines de Bath.
La maison est la résidence familiale de l'homme de lettres du XIXe siècle, John Addington Symonds, dont le père a acheté la maison en 1851. May Staveley achète la maison avec l'aide de la famille Symonds en 1909 pour créer la première résidence universitaire pour femmes du sud-ouest de l'Angleterre.
En 1911, l'université reprend la gestion de la maison  et ils achètent la maison Callandar adjacente, qui date de la fin du XVIIIe siècle et est elle-même classée au grade II . Callandar House est agrandie dans les années 1920 grâce à la famille Wills (bienfaiteurs réguliers de l'université) et, avec Old Clifton, continue à n'héberger que des étudiantes. Un terrain supplémentaire est acquis et au début des années 1960, l'aile Fry est construite sur 5 étages (étages "A" à "E"), l'aile sud suivant environ dix ans plus tard avec ses quatre étages (étages "D" à "G"). Clifton Hill House abrite désormais environ 230 étudiants au total, de tous sexes.
Le manoir est utilisé par la BBC comme lieu de tournage pour The House of Eliott et pour des épisodes de Casualty.